# 馬利克·紐曼
馬利克·泰德里厄斯·紐曼（1997年2月21日—）為美國男子籃球運動員，現效力於土耳其籃球超級聯賽梅克澤芬迪。

## 職業生涯
2020年6月，紐曼與布爾薩體育簽約。2021年1月，紐曼與伊羅尼納哈里亞簽約。2022年11月，紐曼與薩拉托夫公路簽約。2023年5月，紐曼與中国男子篮球职业联赛浙江金牛簽約。2023年10月，浙江金牛取消註冊紐曼，紐曼共代表浙江金牛出賽三場，場均3分1.3籃板。2023年12月，紐曼重返薩拉托夫公路。2024年9月，紐曼與吉林东北虎簽約。2024年11月，吉林东北虎取消註冊紐曼，紐曼代表吉林东北虎出賽七場，場均表現為14.6分、3.1籃板、1.3助攻。12月9日，意大利篮球甲级联赛拿玻里與紐曼達成協議。2025年1月17日，紐曼加入土耳其籃球超級聯賽梅克澤芬迪。

## 外部連結
- 馬利克·紐曼在fiba.basketball（英语）
- 馬利克·紐曼在archive.fiba.com（存檔）（英语）
- 馬利克·紐曼在NBA（英语）
- 馬利克·紐曼在NBA G聯盟（英语）
- 馬利克·紐曼在歐洲籃球聯賽（英语）
- 馬利克·紐曼在土耳其籃球超級聯賽（英语）
- 馬利克·紐曼在VTB聯賽（英语）
- 馬利克·紐曼在中国男子篮球职业联赛
- 馬利克·紐曼在Basketball-Reference.com（NBA）（英语）
- 馬利克·紐曼在Basketball-Reference.com（NBA G聯盟）（英语）
- 馬利克·紐曼在Basketball-Reference.com（國際）（英语）
- 馬利克·紐曼在Sports-Reference.com（NCAA）（英语）
- 馬利克·紐曼在Eurobasket.com（球員）（英语）
- 馬利克·紐曼在Proballers（英语）
- 馬利克·紐曼在RealGM（英语）
- 馬利克·紐曼在中国篮球数据库
- 馬利克·紐曼在Flashscore（英语）